# Enseada de Sydney

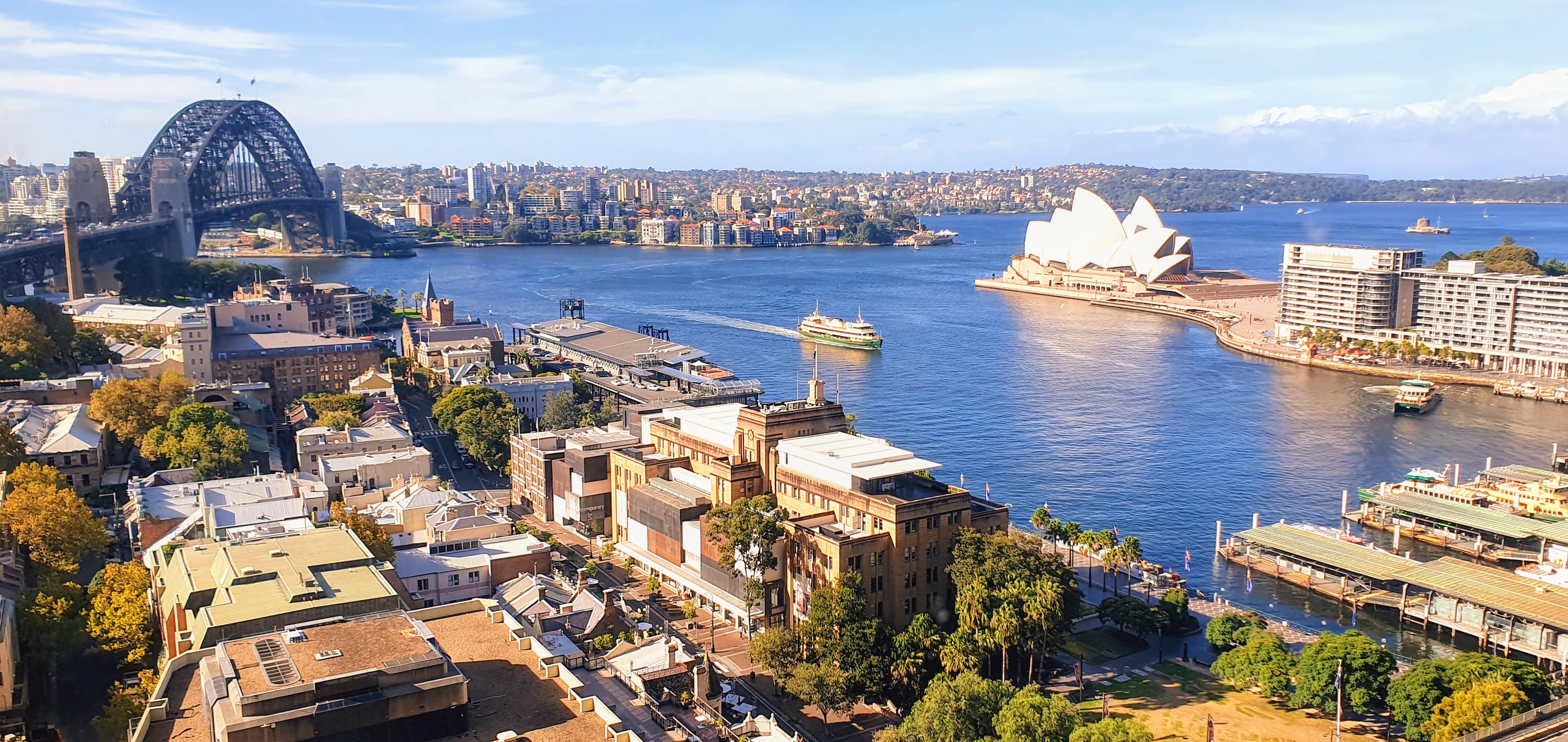
Enseada de Sydney, Circular Quay.

Enseada de Sydney (Eora: Warrane) é uma das muitas baías que existem na costa sul de Port Jackson, Sydney, Nova Gales do Sul. Lá, ocorrem diversas celebrações comunitárias por estar entre a Ópera de Sydney e a Ponte da Baía de Sydney.
A enseada foi o local de desembarque da Primeira Frota em 26 de janeiro de 1788, onde foi erguida a Union Jack. A data é importante na história da Austrália, e é comemorada como o Dia da Austrália.

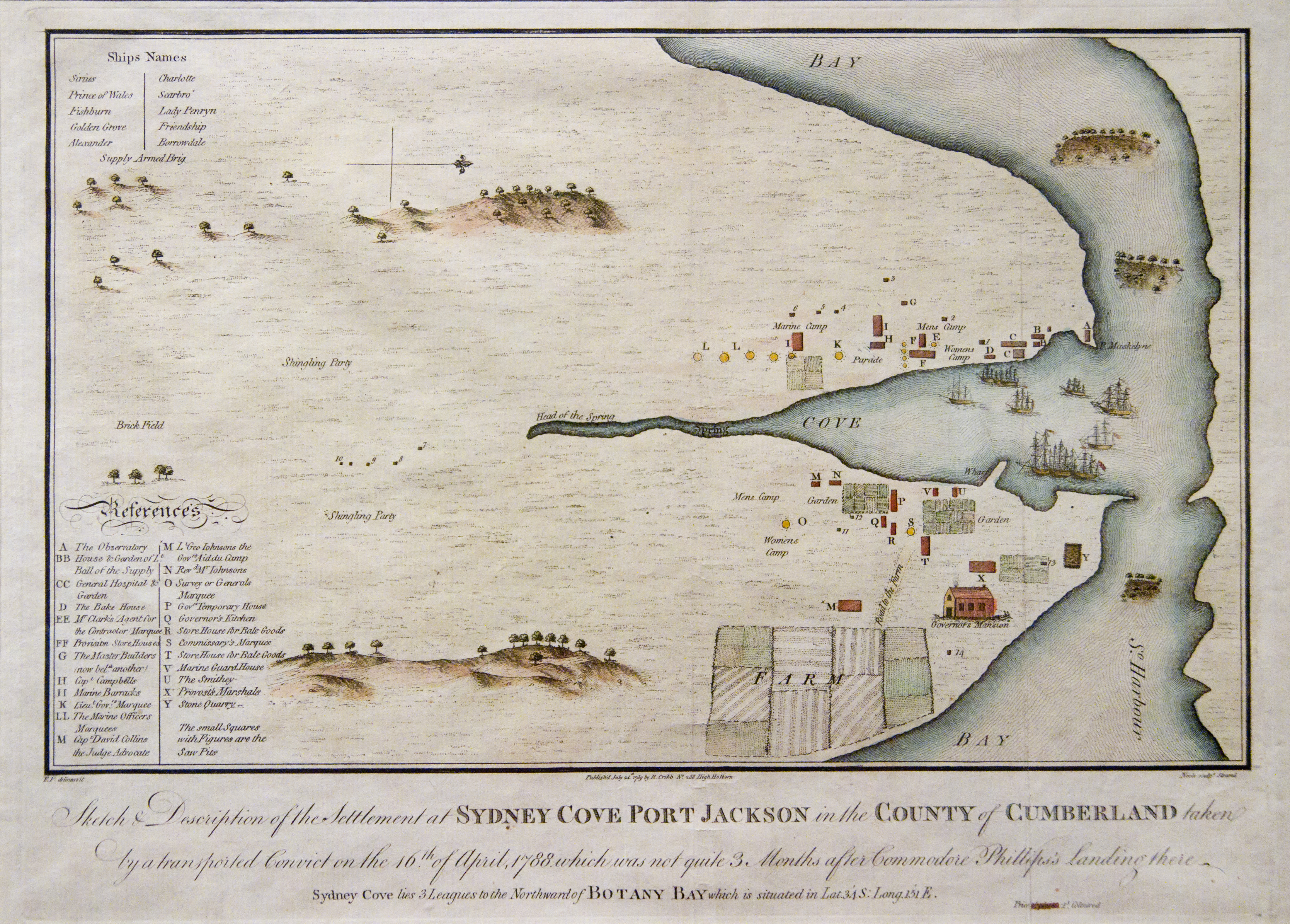
Sydney Cove, Port Jackson in the County of Cumberland - desenho feito por Francis Fowkes (1788).

## História

### Descoberta e primeiros usos
O nome dado pelos eoras para a Enseada de Sydney foi registrado pelos colonos vindos na Primeira Frota. O local foi escrito de diversas formas, como Warrane, War-ran, Warrang e Wee-rong. Lá, foi o primeiro local de encontro entre os eoras e os europeus. Antes da colonização, os homens eoras costumavam a pescar com lanças na costa e as mulheres com linhas nas nowies (canoas).
A enseada foi nomeada em homenagem ao Secretário de Estado para os Assuntos Internos, Thomas Townshend, 1.º Barão Sydney (que em 1789 tornou-se o 1º Visconde Sydney). Entre 21 e 23 de janeiro de 1788, o local foi escolhido pelo Capitão Arthur Phillip, da Marinha Real Britânica, para a localização da colônia penal que hoje é conhecida como a cidade de Sydney. A posse da colônia de Nova Gales do Sul foi formalmente declarada em  26 de janeiro, data que é comemorada como o Dia da Austrália. O exato local onde a Union Jack foi erguida é desconhecido, mas provavelmente foi na parte de baixo da Escadaria Betel, The Rocks, logo atrás da parte sul de onde hoje é o Terminal de Passageiros no Exterior. Uma carta do marinheiro da Primeira Frota John Campbell confirma que o local estava no lado oeste da enseada.

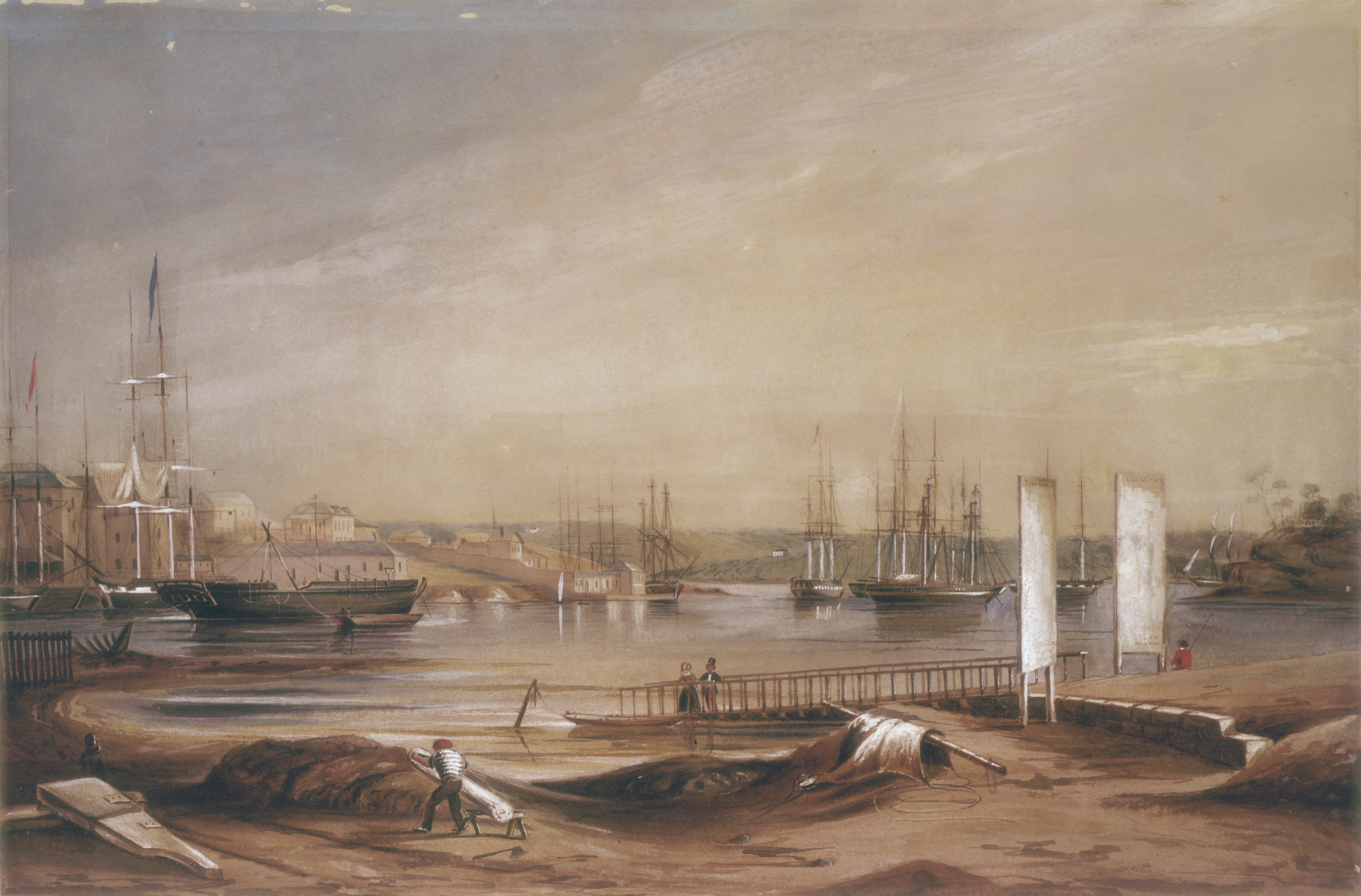
Circular Quay and mouth of the Tank Stream, Sydney Cove, pintura a aquarela e guache, Frederick Garling Jr. (1839).

Originalmente, Phillip foi instruido a estabelecer a colônia em Botany Bay, uma baía larga ao sul da Enseada de Sydney que foi descoberta pelo Tenente James Cook em sua viagem em 1770. O local havia sido recomendado pelo botânico Sir Joseph Banks, que acompanhou Cook justamente com este propósito. Mas Phillip descobriu que o local não era um bom ancoradouro e não havia uma fonte de água potável confiável. A Enseada de Sydney provia ambas as coisas, com a água vindo do que ficou conhecido como Riacho Tanque.

### Século XXI
A enseada ganhou o nome duplo de Warrane, como era conhecido pelos eoras. O Riacho Tanque foi enclausurado com um dreno de concreto embaixo do distrito comercial de Sydney, que serve como alívio para enchentes. Toda a vegetação local foi retirada. No meio da enseada, está o terminal de balsas Circular Quay. Ao leste, no Bennelong Point, está a Ópera de Sydney. Ao oeste, está o distrito histórico conhecido como The Rocks.

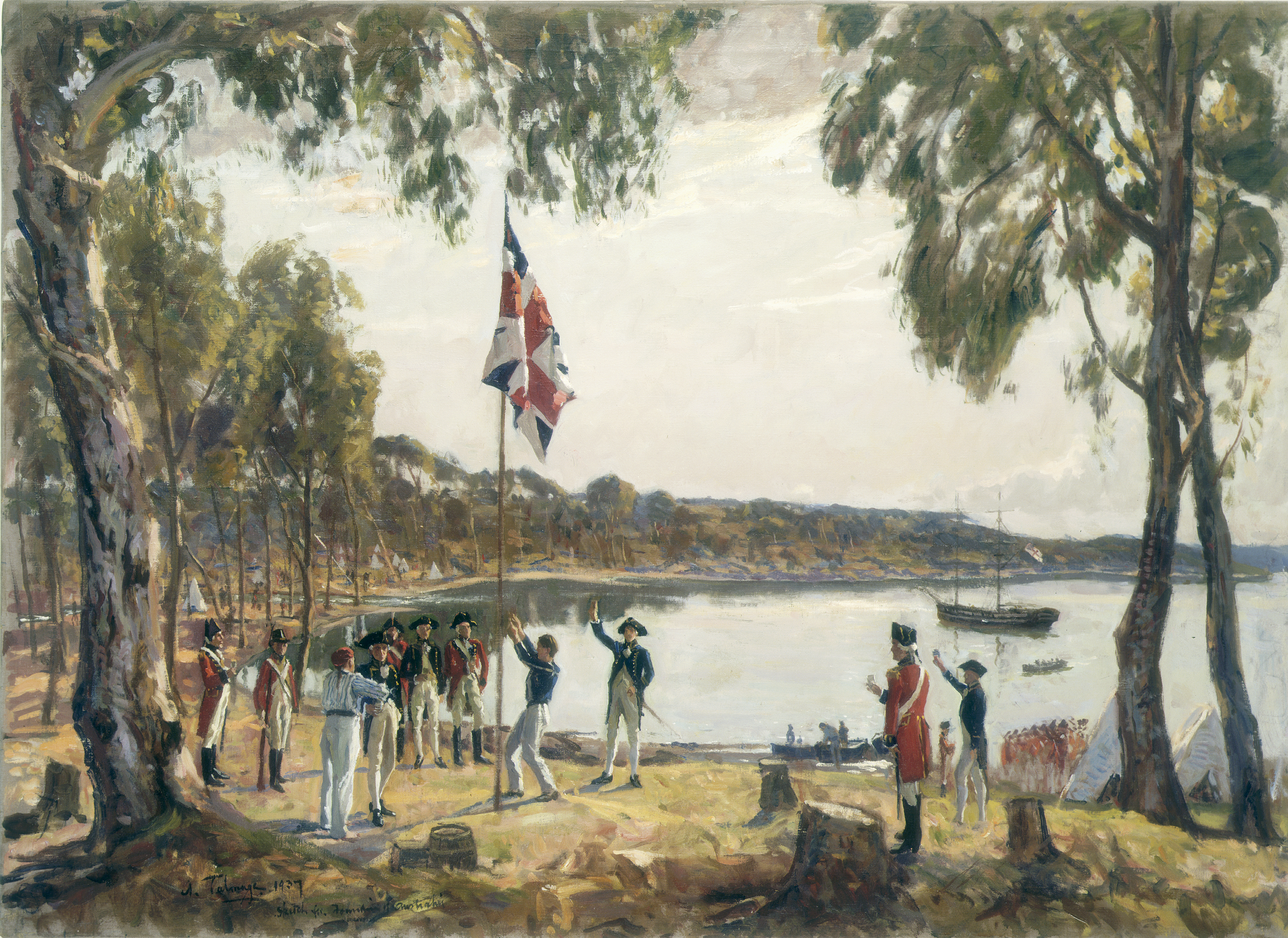
The Founding of Australia by Captain Arthur Phillip RN Sydney Cove January 26th 1788, pintura a óleo de Algernon Talmage (1939).

## Cultura
A Enseada de Sydney é um local de celebrações comunitárias, devido à sua localização entre a Ópera de Sydney e a Ponte da Baía de Sydney. Lá, é um dos principais pontos de agregação para o Ano Novo e o Dia da Austrália.
A competição polo aquático Waterpolo By the Sea ocorre todos os anos na enseada.
Um dos maiores grupos de torcida organizada do Sydney Football Club chama-se The Cove, em referência à enseada.

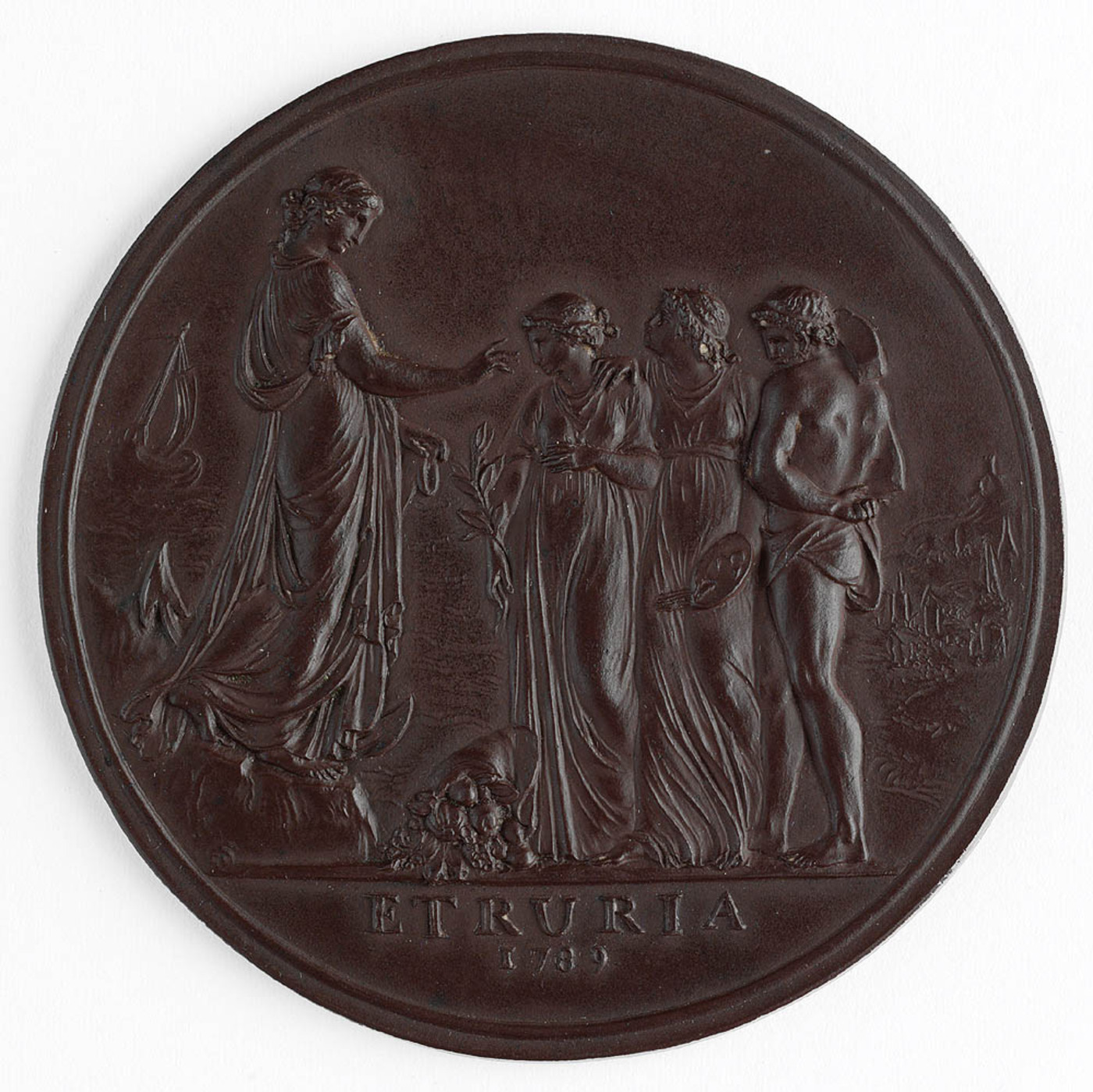
Medalhão da Enseada de Sydney.

## Medalhão da Enseada de Sydney
O Governador Phillip retirou uma amostra da argila acizentada da enseada e a entregou para Sir Joseph Banks, que em seguida a entregou para o ceramista Josiah Wedgwood para testar sua utilidade na produção de artigos de cerâmica. Wedgwood a considerou excelente e a utilizou para criar um medalhão comemorativo que ficou conhecido como Medalhão da Enseada de Sydney.